# Mangala
Mangala is een geslacht van vlinders van de familie snuitmotten (Pyralidae).

## Soorten
- M. breviramella Gaede, 1916
- M. crassiscapella (Ragonot, 1888)